# Berat Efe Parlar
Berat Efe Parlar (* 14. Oktober 2004 in Istanbul) ist ein türkischer Schauspieler.

## Biografie
Berat Efe Parlar wurde am 14. Oktober 2004 in Istanbul geboren. Zunächst trrat er in Werbespots auf. Sein Debüt gab er 2008 in der Fernsehserie Melekler Korusun. Seine erste Hauptrolle bekam er 2016 in dem Film Iftarlık Gazoz. Seine nächste Hauptrolle bekam Parlar 2018 in dem Film Bizim Köyün Şarkısı.
Anschließend war er 2020 in Gamonya: Hayaller Ülkesi zu sehen. Im selben Jahr wurde er für den Film Afacanlar: İş Başa Düştü gecastet. Am 22. Januar 2023 verstarb seine Mutter an Krebs. 2023 spielt Parlar in Aşkın Saati: 19.03 die Hauptrolle.

## Filmografie (Auswahl)
Filme
- 2013: Gelmeyen Bahar
- 2013: Düğün Dernek
- 2015: Siccin 2
- 2015: Baskin
- 2018: Bizim Köyün Şarkısı
- 2018: Bücür
- 2019: Can Dostlar
- 2020: Gamonya: Hayaller Ülkesi
- 2020: Afacanlar: İş Başa Düştü
- 2023: Aşkın Saati: 19.03

Serien
- 2008: Melekler Korusun
- 2009: Geniş Aile
- 2010: Fatmagül'ün Suçu Ne?
- 2014: Kardeş Payı
- 2015: Poyraz Karayel
- 2016: Familya
- 2020: Mucize Doktor
- 2021: Masal Şatosu: Peri Hırsızı

## Auszeichnungen
- 2019: 21. Sadri Alışık Tiyatro ve Sinema Oyuncu Ödülleri[4]
- 2021: Altın Melek Ödülleri[5]